# 氨甲蝶呤
氨甲蝶呤（INN：methotrexate，MTX；舊名：amethopterin）又称甲氨蝶呤、甲胺葉酸、胺基甲基葉酸，為叶酸拮抗剂，用作化療藥物和免疫抑制劑，治療癌症、自體免疫性疾病、子宮外孕和進行藥物流產。可治療的癌症類型包含乳癌、白血病、肺癌、淋巴癌和骨肉瘤；可治療的自體免疫性疾病包含乾癬、類風溼性關節炎和克隆氏症。給藥路徑有口服或是注射。
氨甲蝶呤另有寫作：氨甲“喋”呤、甲氨“喋”呤，商品名有滅殺除癌錠、治善錠等。
本藥物的結構為叶酸的类似物，是葉酸拮抗劑，與葉酸差異僅在N10上的NH上的氫改為甲基(CH3)，以及環上C4酮基改為氨基(NH2)，故可與葉酸競爭同一酵素，是抗代謝藥，可阻止尿嘧啶透過葉酸轉移一個甲基形成胸腺嘧啶，即是抗腫瘤藥，或預防移植體對宿主排斥反应之葯物。常見的副作用包含噁心、疲勞、發燒、增加感染風險、白血球減少症、口腔炎。其他副作用包含肝病、肺病、淋巴瘤和嚴重皮疹。長期使用本藥者應定時檢查副作用；而在母乳哺育時服用對於嬰兒不安全。至於對腎臟病患者可能須減少劑量。本藥的作用原理為阻止身體利用葉酸。
本藥最初是由印度裔美籍生物化學家耶拉普拉伽达·苏巴拉奥在1947年合成出來。之後因為其毒性較當時的其他藥物為低，美國兒科醫生西德尼·法伯開始用於癌症的臨床治療。1950年代，本藥開始取代毒性更強的抗葉酸藥物氨基蝶呤，於1956年時已用來作為治療轉移性癌症的第一線藥物。本藥現已列載於世界衛生組織基本藥物標準清單上，代表其是醫療系統所需最有效且安全的藥物之一，現今市面上也有其他的通用名藥物（學名藥）販售 。2014年開發中國家中一日所需口服形式氨甲蝶呤批發價介在0.06美元到0.36美元之間。在美國，一個月的氨甲蝶呤治療費用大約為25美元至50美元
。

## 醫療用途

### 化學療法
胺甲蝶呤最初是為化學療法而開發，供持續單獨使用，或是與其他藥物併用。它對治療多種癌症有效，包括乳腺、頭頸部、肺部、膀胱的實體瘤，以及急性淋巴性白血病、非霍奇金淋巴瘤、骨肉瘤、絨毛膜癌及其他滋養層細胞腫瘤。它也用於治療侵襲性纖維瘤病（硬纖維瘤）。

### 自體免疫性疾病
雖然胺甲蝶呤最初被設計為化療藥物，但它以較低劑量用於治療某些自體免疫性疾病時，通常是一種安全且耐受性良好的藥物。胺甲蝶呤被用作治療成人多種自體免疫性疾病的疾病修飾療法（一種透過針對疾病的根本原因來延緩、減緩或逆轉疾病進程的治療方式。它們與僅治療疾病症狀但不解決其根本原因的對症治療有所區別），包括類風濕性關節炎、乾癬和乾癬性關節炎、反應性關節炎、腸病性關節炎、肌肉發炎、全身性硬化症、全身性紅斑狼瘡、結節病、克隆氏症，以及多種形式的血管炎。在兒童方面，它可用於治療幼年型皮肌炎、幼年特發性關節炎、葡萄膜炎和局部性硬皮病。

### 異位性皮膚炎
胺甲蝶呤與其他免疫抑制劑一同用於治療嚴重的異位性皮膚炎（濕疹）。

### 懷孕期間
胺甲蝶呤是一種墮胎藥，用於治療子宮外孕，前提是輸卵管尚未破裂。胺甲蝶呤配合子宮擴刮術則用於治療葡萄胎。在極少數情況下，它會與米索前列醇聯合用於終止宮內妊娠。

### 給藥方式
胺甲蝶呤可經由口服或是注射給藥（肌肉注射、靜脈注射、皮下注射或鞘內注射）。為限制毒性，通常是每週給予，而非每日。建議定期監測全血球計數、肝功能和肌酸酐水平。建議至少每兩個月進行肌酸酐水平檢測一次。
通常會在開立胺甲蝶呤的同時也開立葉酸，供聯合使用，以最大程度降低副作用的風險（胺甲蝶呤的作用機制是抑制葉酸在體內的作用，當正常細胞也受到葉酸缺乏的影響時，就會導致胺甲蝶呤的常見副作用）。

## 副作用
最常見的副作用有肝毒性、口腔炎、血液異常（白血球減少症、貧血和血小板減少症）、感染風險增加、脫髮、噁心、食慾不振、腹痛、腹瀉、疲勞、發燒、頭暈、嗜睡、頭痛、急性肺炎和腎功能受損。胺甲蝶呤也可能引起黏膜炎。
胺甲蝶呤具有致畸性，因此建議在懷孕前至少4週停藥，且應避免在懷孕期間（懷孕分級X）和進行母乳哺育期間使用。新的指南已更新，指出男性伴侶本身在女性嘗試懷孕的任何時間點服用均屬安全。
已有中樞神經系統對胺甲蝶呤發生反應的報告，尤其是在透過鞘內注射（直接注入腦脊液）給藥時，可能出現脊髓病變和腦白質病變。它有多種皮膚副作用，特別是在高劑量給藥後。

## 藥物交互作用
青黴素可能會降低人體對胺甲蝶呤的排除，並增加胺甲蝶呤中毒的風險 。雖然這兩種藥物可以併用，但建議要加強監測。研究發現胺基糖苷類抗生素新黴素和巴龍黴素會降低胺甲蝶呤的腸胃道吸收。丙磺舒會抑制胺甲蝶呤的排泄，也會增加胺甲蝶呤中毒的風險。同樣地，已知類視黃醇和甲氧苄啶會與胺甲蝶呤產生交互作用，分別導致累積性的肝毒性和血液毒性。
其他免疫抑制劑，如環孢素，可能會增強胺甲蝶呤的血液學作用，進而導致毒性。在許多病例報告中，非類固醇抗發炎藥(NSAIDs) 也被發現會與胺甲蝶呤產生致命的交互作用。也有一氧化二氮增強胺甲蝶呤血液毒性的記錄。
氫離子幫浦抑制劑如奧美拉唑和抗驚厥藥物丙戊酸已被發現會增加胺甲蝶呤的血漿濃度，同樣地，腎毒性藥物如順鉑、腸胃道藥物消膽胺和單挫林也會有此影響。

### 疫苗交互作用

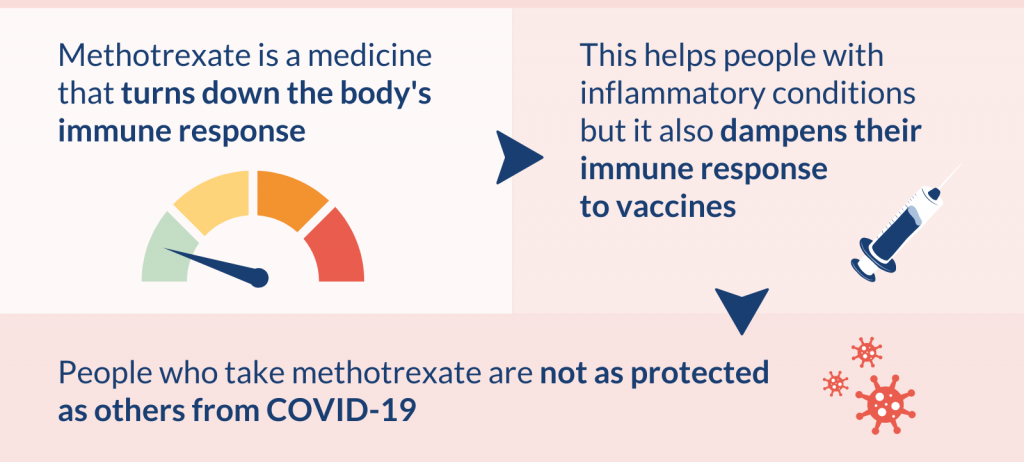
胺甲蝶呤可能會將COVID-19疫苗的效力降低。

服用胺甲蝶呤可能會降低針對多種疾病（例如流行性感冒和A型肝炎）疫苗的有效性。它透過抑制身體對疫苗的免疫反應來達到這種效果。
胺甲蝶呤也會減弱對COVID-19疫苗的免疫反應，導致其效果降低。在COVID-19疫苗接種後，暫停服用胺甲蝶呤兩週可能會改善免疫力。不過，對某些人來說，停藥兩週可能會導致發炎性疾病輕微惡化/復發。

## 作用機制

葉酸（一種輔酶，上方）和抗癌藥物胺甲蝶呤（下方）在結構上非常相似。因此，胺甲蝶呤是許多使用葉酸酵素的競爭性抑制劑。

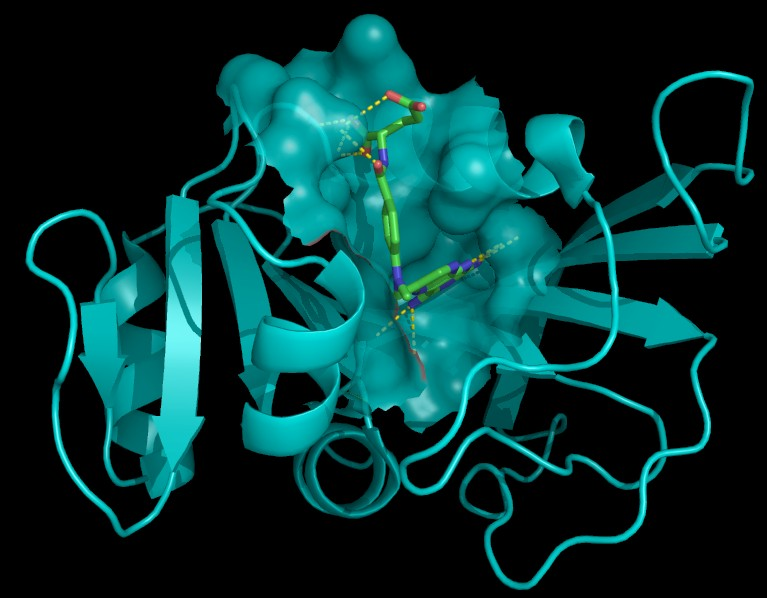
圖示：胺甲蝶呤（綠色）與二氫葉酸還原酶（DHFR）（藍色）的活性位點結合。

胺甲蝶呤是一種抗葉酸劑的抗代謝藥物。它被認為透過兩種不同的途徑影響癌症和類風濕性關節炎。針對癌症，胺甲蝶呤會競爭性抑制二氫葉酸還原酶 (DHFR)。DHFR是一種參與四氫葉酸合成的酵素。胺甲蝶呤對DHFR的親和力約是二氫葉酸的1,000倍。DHFR催化二氫葉酸轉化為活性形式的四氫葉酸 。四氫葉酸是胸苷從頭合成所需，而胸苷則是DNA合成所需的核苷。此外，葉酸對於從頭合成嘌呤鹼基非常重要，因此其合成也會受到抑制。因此，胺甲蝶呤會抑制DNA、RNA、胸苷酸和蛋白質的合成。

## 歷史

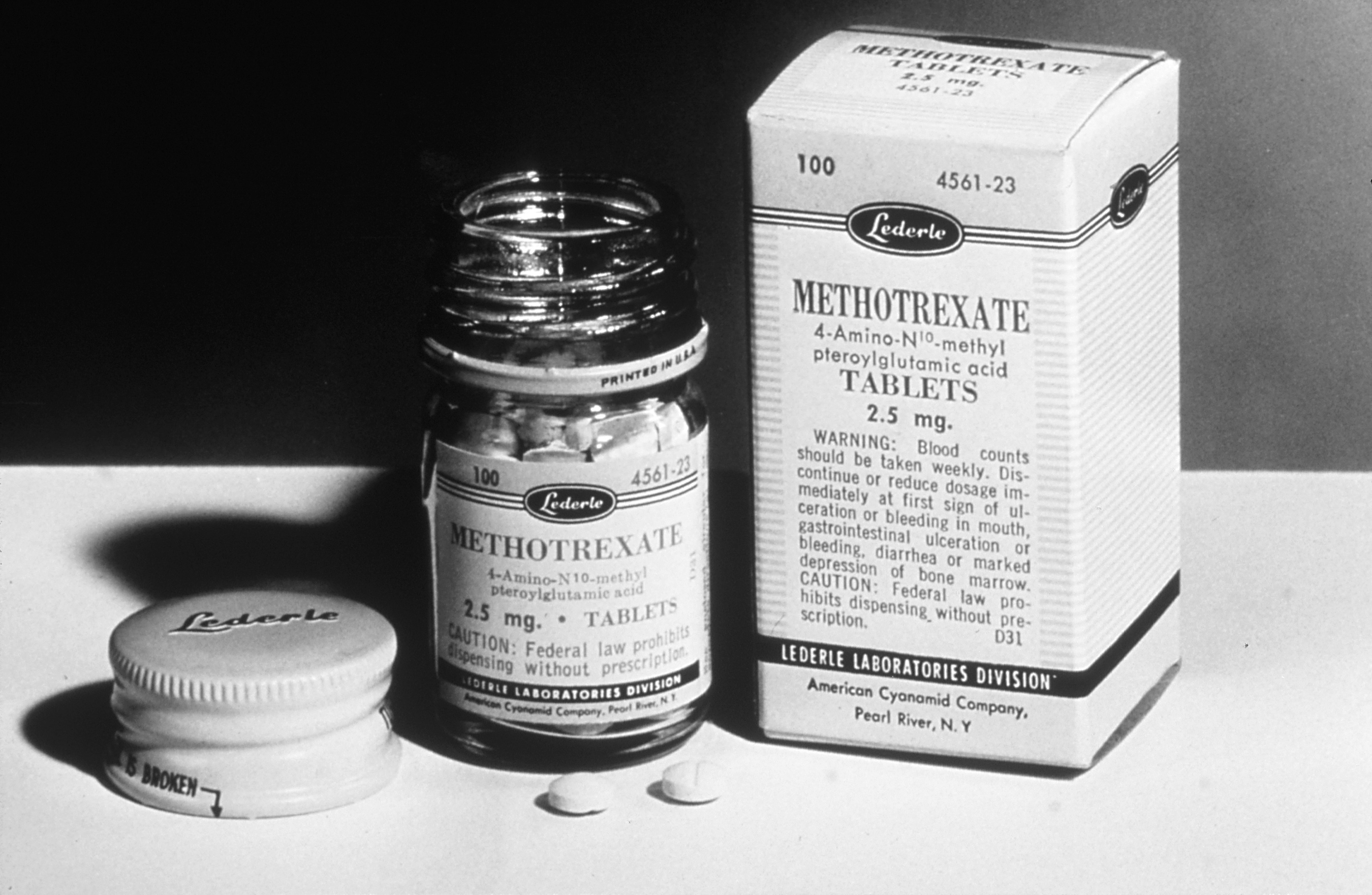
一瓶已開啟的胺甲蝶呤藥物 - 為1950年代早期首批被採用的化學治療藥物中的一種。

美國小兒科病理學家西德尼·法伯領導的研究團隊於1947年發現，於美國氰胺公司工作的印度裔美國籍生物化學家耶拉普拉伽达·苏巴拉奥所開發的葉酸化學類似物氨基蝶呤，能誘導急性淋巴性白血病兒童的病情緩解。葉酸類似物的開發，緣於發現施用葉酸會使白血病惡化，反之，缺乏葉酸的飲食卻能改善病情。當時這些作用的機制尚未被充分了解。其他葉酸類似物也在開發中，到1950年，胺甲蝶呤 （當時稱為amethopterin）被提議用於治療白血病。1956年發表的動物研究顯示胺甲蝶呤的治療指數優於胺基蝶呤，因此胺基蝶呤的臨床使用便被胺甲蝶呤取代。
美國癌症研究者珍・C・萊特於1951年證明胺甲蝶呤在實體瘤中的應用，顯示其能讓乳癌緩解。珍・C・萊特的團隊是首批證明該藥物可用於實體瘤（而非如白血病的骨髓癌）的團隊。隨後，美籍華人腫瘤化療專家李敏求及其合作者於1956年證明胺甲蝶呤能使絨毛膜癌和侵襲性葡萄胎女性患者完全緩解， 萊特等人則於1960年使蕈狀肉芽腫患者的病情緩解。

## 外部連結
- Methotrexate Injection MedlinePlus article from NIH

Template:Antirheumatic products